# Dead Friend
Dead Friend (en hangul: 령; lit. "El Fantasma") es una película de terror surcoreana estrenada en 2004. Es una de las muchas películas de horror surcoreanas ambientadas en una escuela; esta tendencia dio inicio en 1998 con la aclamada Whispering Corridors.

## Sinopsis
Tres chicas de secundaria deciden realizar una sesión con una bunshinsaba, una tabla ouija coreana tradicional. Cuando un espíritu es llamado por Eun-jung (Lee Yoon-ji), su hermana, Eun-seo (Jeon Hye-bin), se despierta gritando. Eun-seo va a la habitación de su hermana y regaña a las chicas por hacer la sesión en lugar de estudiar. Las chicas no se dan cuenta de que Eun-seo es asesinada por una presencia de agua fantasmal en la cocina.

## Reparto
- Kim Ha-neul es Min Ji-won.
- Nam Sang-mi es Su-in.
- Ryu Jin es Park Jun-ho.
- Jeon Hye-bin es Eun-seo.
- Shin Yi es Mi-kyung.
- Jeon Hee-ju es Yu-jung.
- Lee Yoon-ji es Eun-jung.
- Choi Ran es Su-in's mother.
- Gi Ju-bong es el detective.
- Kim Hae-sook es la madre de Ji-won.
- Greena Park es la amiga de Yu-jung.

## Recepción
La película recibió reseñas mixtas desde su lanzamiento. En Rotten Tomatoes cuenta con un índice de aprobación de la audiencia del 53% con un índice de audiencia promedio de 3.5 sobre 5. Uno de los críticos en la página señaló su falta de originalidad y destaca que la fórmula de las "niñas muertas de pelo largo que asustan a las personas" ya ha sido utilizada en incontables ocasiones. Otra de las reseñas criticó su confuso guion pero exaltó el uso de los efectos especiales.